# Wielka szkoda
Wielka szkoda – singiel polskiego rapera, Diho, oraz polskiej influencerki, Fagaty, który został wydany 23 lutego 2023 za pomocą wytwórni GM2L, za pośrednictwem Sony Music Entertainment Poland.
Nagranie otrzymało w Polsce status platynowej płyty 23 grudnia 2024.
Singel zdobył prawie 9 milionów wyświetleń w serwisie YouTube (2024) oraz ponad 11 milionów odsłuchań w serwisie Spotify (2024).

## Nagrywanie
Utwór został wyprodukowany przez Syra. Za mix/mastering i realizację utworu odpowiada również Syru. Tekst do utworu został napisany przez Jakuba Milewskiego, Piotra Syrówkę i Agatę Fąk.

## Twórcy
- Jakub „Diho” Milewski – wokal, tekst
- Agata „Fagata” Fąk – wokal, tekst
- Piotr „Syru” Syrówka – tekst, kompozycja, produkcja

## Certyfikaty i sprzedaż
| Państwo       | Certyfikat      | Sprzedaż | Data przyznania |
| ------------- | --------------- | -------- | --------------- |
| Polska (ZPAV) | Platynowa płyta | 50 000+  | 23 grudnia 2024 |